# Siegmund von Pranckh
Siegmund Freiherr von Pranckh (5 tháng 12 năm 1821 tại Altötting, Hạ Bayern – 8 tháng 5 năm 1888 tại München) là một tướng lĩnh và Bộ trưởng Chiến tranh của Bayern. Từng là một thành viên đội thiếu sinh quân, Pranckh gia nhập quân ngũ ở München vào năm 1840 và vào năm 1849, với quân hàm đại úy, ông hoạt động trong bộ tham mưu của Tổng cục hậu cần (Generalquartiermeister). Ông làm việc tại Khoa Chiến tranh cho đến năm 1863, trước khi gia nhập Trung đoàn Bộ binh số 3 với cấp bậc Đại tá, rồi sau đó ông gia nhập Trung đoàn Bộ binh Hộ vệ. Với trung đoàn này, ông đã tham chiến trong cuộc Chiến tranh Bảy tuần chống Phổ, tham gia trận Kissingen và cuộc đột chiếm Nüdlingen. Không lâu sau đó, Pranckh được bổ nhiệm làm Bộ trưởng Chiến tranh và vào năm 1868 ông cải tổ Quân đội Bayern.
Ngay sau khi cuộc Chiến tranh Pháp-Đức bùng nổ vào năm 1870, ông được thăng quân hàm Trung tướng. Ông đã chỉnh đốn quân đội Bayern và đạn dược của mình một cách khéo léo và hiệu quả, sau khi quân đội Bayern đã hứng chịu thiệt hại đáng kể. Ông cũng tham gia tích cực trong việc ký kết Hiệp ước tháng 11 (Novemberverträge) vào ngày 23 tháng 11 năm 1870. Vì những thành tựu của mình, ông đã được tặng thưởng 10 vạn talern trích từ khoản chiến phí mà Pháp bị buộc phải đền bù cho Đức sau thất bại hoàn toàn của Pháp trong cuộc chiến tranh
Vào năm 1872, Pranckh đã đề xướng một cuộc cải cách quân đội khác. Đầu năm 1875, ông được lên quân hàm Thượng tướng Bộ binh và vào ngày 4 tháng 4 năm 1875 ông được bổ nhiệm làm Chỉ huy trưởng của đội Vệ binh Hartschier. Theo yêu cầu của ông, ông được rời khỏi chức vụ Bộ trưởng Chiến tranh vào năm 1876, và tiếp tục giữ chức Chỉ huy trưởng (Generalkapitän) của đội Vệ binh Hartschier.
Ông được mai táng tại nhà nguyện Alter Südfriedhof ở München.